# Melchior Grodziecki
Saint Melchior Grodziecki, né en 1584 à Teschen (Silésie) et mort (décapité) le 7 septembre 1619 à Cassovie (alors Kassa en Hongrie, aujourd'hui Košice en Slovaquie) est un prêtre jésuite polonais, missionnaire des campagnes, et aumônier militaire. Torturé puis sommairement exécuté alors qu’il soutient les catholiques de Cassovie il est considéré comme martyr de la foi et canonisé en 1995 par Jean-Paul II. Liturgiquement il est commémoré (avec Étienne Pongrácz et Marko Krizin), le 7 septembre.

## Biographie

### Formation et ministère religieux
Issu de la lignée des châtelains de Cieszyn, Melchior appartient à une famille qui a joué un rôle important dans la vie politique et religieuse de la Silésie et de la Moravie. Il fait ses études secondaires au collège jésuite de Vienne où il est membre (1602) de la congrégation mariale, une expérience qui, d’après ses dires, lui cause une « grande joie ».
Il entre dans la Compagnie de Jésus le 22 mai 1603 et fait son noviciat à Brno (en Moravie) où il se lie d’amitié avec celui qui sera son compagnon d’infortune, Étienne Pongrácz. Le noviciat terminé (1605) il enseigne à Brno et à Kłodzko (Pologne) et étudie la rhétorique à České Budějovice (en Bohême). Ensuite il enseigne à nouveau à Kłodzko (1608-1609) où il acquiert en outre des compétences en musique. Il poursuit le cours des études préparatoires au sacerdoce par la philosophie (1609-1611) et la théologie (1612-1614) au Clementinum de Prague.
Ordonné prêtre en 1614, il commence sa prédication en tchèque et pendant un certain temps œuvre à Kopanina. En 1616 il est préfet des études au pensionnat des étudiants pauvres, attaché au collège Saint-Clément de Prague : il laisse le souvenir d’un bon professeur, aimant ses élèves et alliant patience et compétence. Il forme avec eux une chorale avec orchestre.
Lorsque les Jésuites sont expulsés de Bohême et de Moravie en 1618 et 1619, il est envoyé au collège de Humenné, aujourd’hui en Slovaquie. Il y fait sa profession religieuse définitive comme jésuite, le 26 juin 1619. Peu après il est aumônier des soldats polonais à Cassovie,.

### Circonstances de sa mort
En août 1619, le prince Gábor Bethlen de Transylvanie (aujourd'hui en Roumanie) se trouve, avec ses troupes aux portes de Debrecen (Hongrie). Le premier à le saluer et lui faire allégeance est le puissant Georges Rákóczi. Bethlen entre ensuite dans la ville de Cassovie. Le conseil municipal dominé par les calvinistes adopte une motion de reddition. Des soldats polonais (catholiques), au service de l’empereur Ferdinand II de Habsbourg se mutinent. Prenant prétexte de cette rébellion l’armée calviniste aux ordres de Gábor Bethlen, commet de nombreuses exactions contre les catholiques de Košice.
Alors absent de la ville, Melchior Grodziecki rentre précipitamment à Košice, en compagnie de Étienne Pongrácz et du prêtre croate Marko Krizin, pour y apporter leur soutien aux catholiques. Les trois prêtres sont arrêtés le 3 septembre 1619. Laissés sans eau ni pain durant plusieurs jours ils sont de plus sauvagement torturés. On tente de leur faire renoncer à la "religion des tyrans" (la foi catholique des Habsbourg). Finalement Melchior Grodziecki et Marko Krizin meurent décapités le 7 septembre. Étienne Pongrácz survit une vingtaine d'heures aux blessures subies. Il meurt le 8 septembre,,,.

## Vénération et canonisation
Même les protestants de Košice sont choqués : les prêtres, connus pour leur gentillesse, ne méritaient pas ce traitement barbare. La nouvelle de leur martyre se répand dans l'ensemble du pays. Cédant aux nombreuses demandes qui lui sont faites, le prince Gabor Bethlen accepte qu'un enterrement digne leur soit accordé. (en 1636 les corps des trois saints sont transférés à Nagyszombat, aujourd’hui Trnava en Slovaquie),.
Un culte spontané se développe en Hongrie, Moravie et Silésie. Le cardinal Péter Pázmány ouvre une enquête canonique. Elle se conclut par une pétition faite officiellement auprès d'Urbain VIII demandant que la vénération publique des martyrs soit autorisée (1628).
Le 1er novembre 1904, Étienne Pongrácz, Melchior Grodziecki et Marko Krizin sont béatifiés par Pie X. Ils sont canonisés le 2 juillet 1995, lors de la visite pastorale que fait Jean-Paul II à Košice. Liturgiquement ils sont commémorés le 7 septembre,.